# Petit lac du col des Gentianes
Le petit lac du col des Gentianes est un  lac pyrénéen français situé administrativement dans la commune de Cauterets dans le département des Hautes-Pyrénées, dans le Lavedan en Occitanie.
Le lac a une superficie de 1,1 ha pour une altitude de 2 650 m, il atteint une profondeur de 7 m.

## Toponymie
Son nom vient de la gentiane jaune, très présente dans les Pyrénées.

## Géographie
Le petit lac du col des Gentianes est un lac naturel situé dans l'enceinte du parc national des Pyrénées, dans la vallée de Lutour.

### Topographie
| Col d'Estom Soubiran (2 652 m) | Lac Couy (2 281 m) Laquet du Lac Glacé (2 492 m) |                                      |
| Lac des Gentianes (2 642 m)    | petit lac du col des Gentianes                   | Lac Glacé d'Estom Soubiran (2 565 m) |
|                                | Col des Gentianes                                | Pic Sud d'Aspé (2 924 m)             |

### Hydrographie
Le lac est alimenté par les eaux ramassées du cirque d'Estom Soubiran et du gave d'Estom Soubiran et a pour émissaire le même gave.

## Protection environnementale
Le lac est situé dans le parc national des Pyrénées.

## Voies d'accès
Le petit lac du col des Gentianes est accessible par le versant nord depuis la Fruitière par le sentier du lac d'Estom et son refuge, prendre le sentier d'Estom Soubiran en longeant le gave d'Estom Soubiran.
Par le versant est, par la vallée de Cestrède depuis le parking aux granges de Bué, suivre l'itinéraire du lac de Cestrède puis suivre vers le lacot d'Era Oule (2 296 m) et passé par le col de Malh Arrouy (2 745 m) ou par le col d'Aspé en venant de la Vallée d'Aspé.